# National Railway Equipment Company

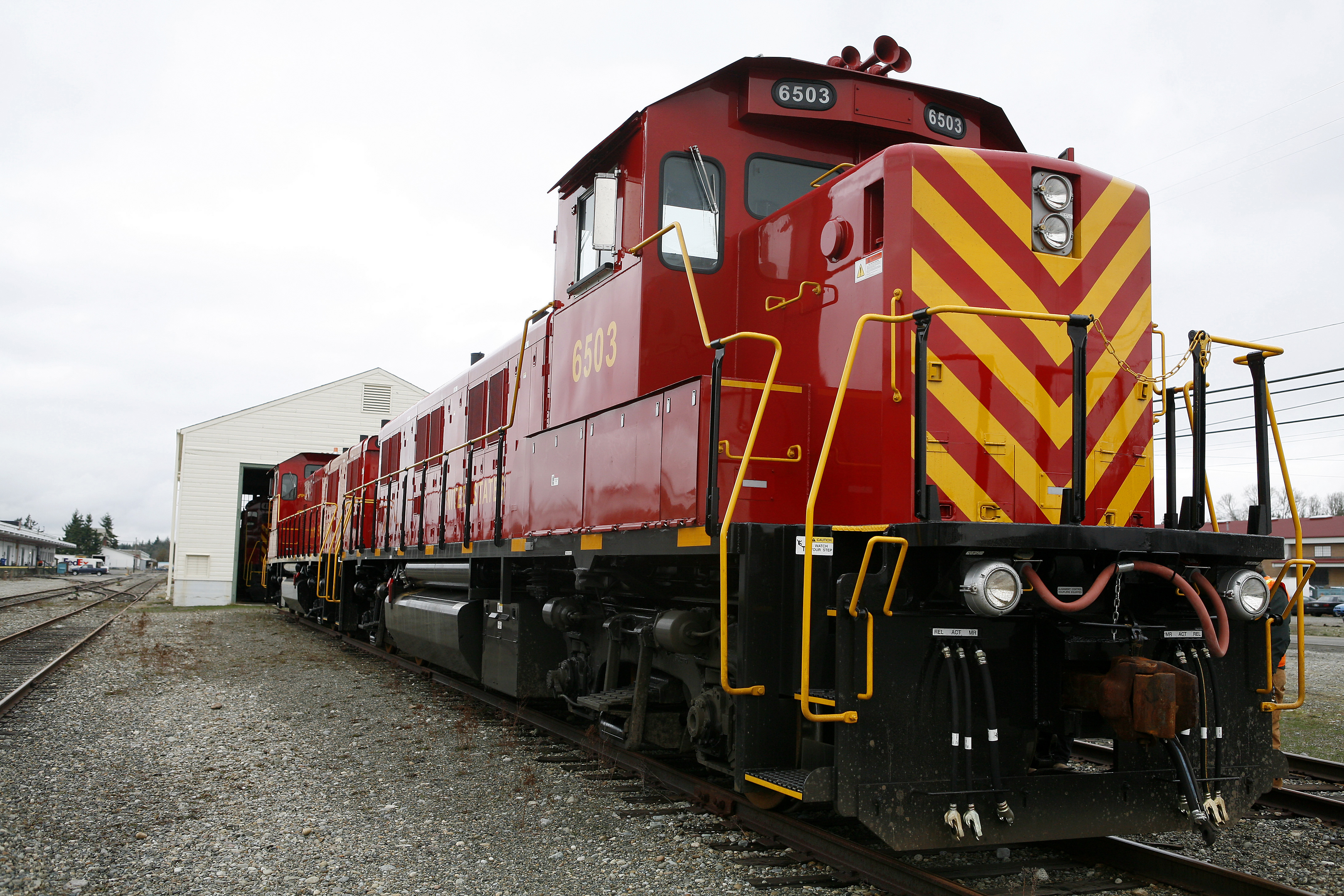
Locomotiva NRE 3GS21B.

A National Railway Equipment Company (reporting mark NREX), também conhecida pela sigla NRE é uma empresa americana especializada em reforma e leasing de equipamentos ferroviários.

## Presença no Brasil
A NRE fabricou e vendeu duas locomotivas modelo E3000C para serem utilizadas na Estrada de Ferro Juruti (Alcoa) para transporte de minério de bauxita em Juruti-Pa, sendo chamadas de Alcoa 990 pela empresa.